# Siegfried Balke

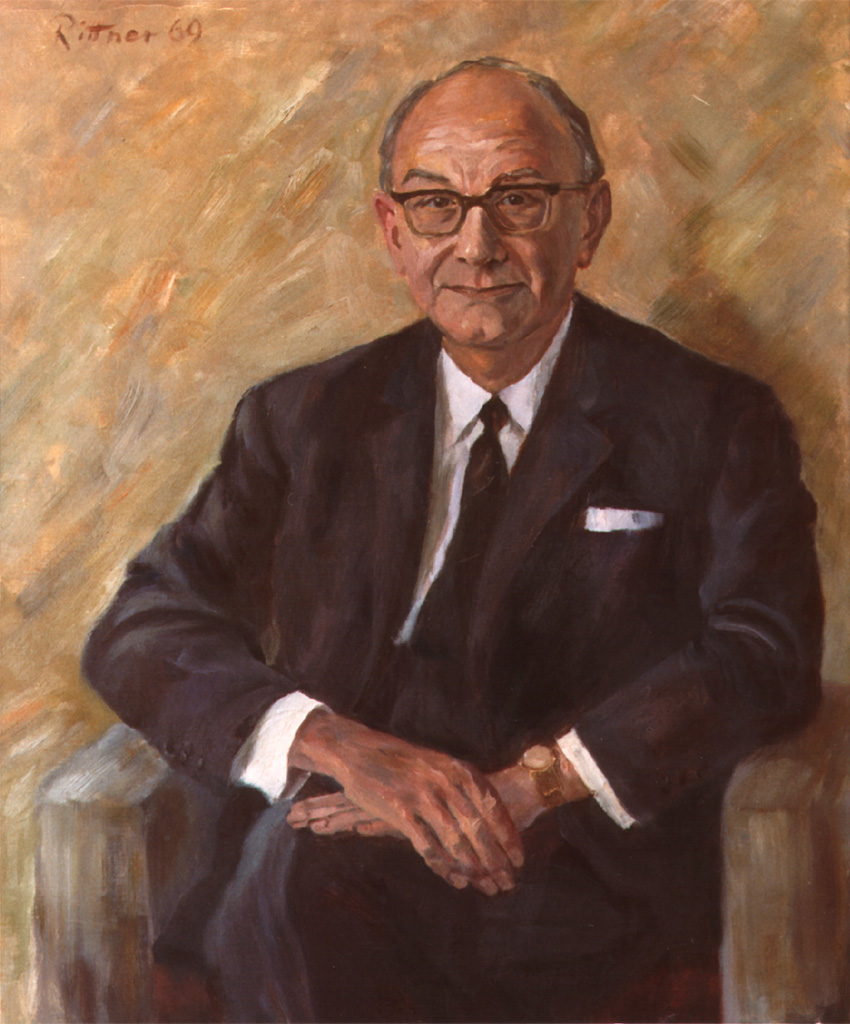
Siegfried Balke, Porträt von Günter Rittner, 1969

Siegfried Balke (* 1. Juni 1902 in Bochum; † 11. Juni 1984 in München) war ein deutscher Chemiker, Unternehmer und Politiker (CSU). Er war von 1953 bis 1956 Bundesminister für das Post- und Fernmeldewesen und von 1956 bis 1962 Bundesminister für Atomfragen (ab 1957 Bundesminister für Atomkernenergie und Wasserwirtschaft, ab 1961 Bundesminister für Atomkernenergie) der Bundesrepublik Deutschland. Von 1964 bis 1969 war er Arbeitgeberpräsident.

## Ausbildung und Beruf
Balke war der älteste von vier Söhnen des Schneidermeisters Wilhelm Balke. Die Familie zog kurz nach der Geburt Siegfrieds zunächst nach Daufenbach, dem Heimatort seiner Mutter im Westerwald. Den Rest seiner Kindheit verbrachte Balke in Koblenz-Ehrenbreitstein. Auf Anraten des evangelischen Pfarrers machte er als Externer das Abitur an der Oberrealschule in Gummersbach.
1920 begann Balke ein Studium der Chemie, welches er 1924 als Diplom-Chemiker und 1925 mit der Promotion zum Doktor-Ingenieur beendete. In der Zeit des Nationalsozialismus wurde er als „Halbjude“ eingestuft, was eine Universitätslaufbahn verhinderte. Von 1925 bis 1952 war er bei verschiedenen chemischen Firmen tätig, bevor er 1952 Direktor der Wacker Chemie GmbH wurde.

## Politische Karriere
Nach der Bundestagswahl 1953 wurde Balke auf Vorschlag der CSU-Landesgruppe im Deutschen Bundestag am 10. Dezember 1953 – noch als Parteiloser – zum Bundesminister für das Post- und Fernmeldewesen im Kabinett Adenauer II ernannt. Unter anderem entscheidend für die Berufung Balkes war, dass er im Gegensatz zu seinem Amtsvorgänger evangelisch war und damit der konfessionelle Proporz im Kabinett erhalten blieb. Seit dem 16. Januar 1954 war Balke Mitglied der CSU, der er als Minister beitrat, ohne sich dort eine eigene Hausmacht aufzubauen. Am 16. Oktober 1956 übernahm Balke noch im Kabinett Adenauer II die Leitung des Bundesministeriums für Atomfragen. Nach der Bundestagswahl 1957 war Balke im Kabinett Adenauer III Bundesminister für Atomkernenergie und Wasserwirtschaft, und nach der Bundestagswahl 1961 im Kabinett Adenauer IV Bundesminister für Atomkernenergie. Balke schied am 13. Dezember 1962 aus der Bundesregierung aus, nachdem er bei der Kabinettsumbildung im Zuge der Spiegel-Affäre nicht mehr berücksichtigt wurde. Die Nachricht von seiner Entlassung als Minister erfuhr er beim Betreten seines Ministeriums durch den Pförtner.
In Balkes Geschäftsbereich und Amtszeit fiel die Gründung des Deutschen Elektronen-Synchrotrons, des größten deutschen Forschungszentrums für Teilchenphysik. Während das Interesse von Balkes Vorgänger Franz Josef Strauß vor allem der militärischen Atomtechnologie galt, war Balke vor allem an der zivilen Forschung interessiert. 1957 stellte er sich öffentlich auf die Seite der Unterzeichner des Göttinger Manifests. Stärker als Strauß und mehr als seine Nachfolger im Amt war Balke ein Vertreter der Interessen der Atomindustrie. Er vertrat die kerntechnische Eigenständigkeit der deutschen Atomindustrie und ihre Unabhängigkeit vom Ausland.
Von 1957 bis 1969 war Balke Mitglied des Deutschen Bundestages, wobei er 1957 und 1961 jeweils das Direktmandat im Wahlkreis München-Nord errang und 1965 über die Landesliste Bayern für die CSU in den Bundestag einzog.

## Sonstiges Engagement
Nach 1945 war Balke einer der seltenen Nichtbelasteten in den Chefetagen der deutschen chemischen Industrie, was ihm den Vorsitz des Vereins der Bayerischen Chemischen Industrie eintrug. Seit 1956 war er Honorar-Professor für Chemiewirtschaft an der Ludwig-Maximilians-Universität München. Balke war von 1963 bis 1969 Vorsitzender des Vorstandes des Deutschen Museums sowie von 1964 bis 1969 Präsident der Bundesvereinigung der Deutschen Arbeitgeberverbände (BDA) und Vorsitzender der Technischen Überwachungsvereine (TÜV). Von 1973 bis 1976 war er Vorstandsmitglied des Vereins Deutscher Ingenieure (VDI).
Weiterhin war Balke Mitherausgeber von Ullmanns Encyklopädie der technischen Chemie sowie der Zeitschriften Chemische Industrie und Die Atomwirtschaft.

## Auszeichnungen
- 1959: Bayerischer Verdienstorden
- 1965: Leibniz-Medaille der Akademie der Wissenschaften und der Literatur Mainz
- 1973: Ehrenmitgliedschaft der DECHEMA[5]
- 1974: Bayerische Staatsmedaille für soziale Verdienste
- Großkreuz des Verdienstordens der Bundesrepublik Deutschland

## Veröffentlichungen
- Forschung, Wissenschaft und Hochschulen, CDU-Verlagsgesellschaft, 1961